# イトマキフグ
イトマキフグ（糸巻河豚、学名：Kentrocapros aculeatus）は、イトマキフグ科に属する海水魚の一種。北西太平洋から中部太平洋にかけて分布する。

## 分類と名称
1782年にオランダの博物学者であるマールテン・ホッタインによって Ostracion cubicus aculeatus として記載され、タイプ産地は長崎県とされた。1787年にカール・ツンベルクは日本から Ostracion hexagonus を記載し、1855年にヨハン・ヤーコプ・カウプは Aracana 属の亜属として O. hexagonus のみが含まれる Kentrocapros を設立した。O. hexagonus は現在本種のシノニムとされているため、本種は自動的にイトマキフグ属の模式種となっている。
属名は「kentro (棘)」と「capros (イノシシ)」を組み合わせたものである。本種の体側面にある棘と、19世紀にその姿から「seapigs」と呼ばれていたことに由来する可能性がある。種小名は「棘のある」または「尖った」を意味し、体側面の棘状の隆起を示している。

## 形態
断面は六角形で、体は固い甲板で覆われる。甲板の両側には3つの隆起があるが、背側と腹側の隆起は無い。両側の上部隆起の中央には平らな棘があり、中央の隆起の後部近くに1つ、下部隆起の中縁に5つ、斜めの棘がある。後部にも平らな三角形の棘ともう一本の棘がある。尾柄には5つまたは6つの独立した板状の鱗がある。背鰭と臀鰭は基部が短く、体の後方に位置している。体色は背側が灰褐色、腹側が黄色で、背側には瞳孔と同程度の直径の茶色の斑点が多数ある。体長は13cmに達する。背鰭軟条は10-13本、尾鰭の主鰭条は11本、臀鰭軟条は10-11本あり、背鰭と臀鰭の後方には甲板が達しない。

## 分布と生息地
韓国の済州島から日本の名取市や富山湾、小笠原諸島、台湾、中国、東シナ海、ジョンストン環礁、ハワイ諸島に分布する。水深99-298mとやや深い岩場や砂泥底に生息する底魚である。日本では福島県以南の太平洋側、山口県から九州にかけての日本海ー東シナ海側で見られる。

## 人との関わり
肉は無毒であるが、食用として利用されることはない。